# Trizs
Trizs ist eine ungarische Gemeinde im Kreis Putnok im Komitat Borsod-Abaúj-Zemplén.

## Geografische Lage
Trizs liegt in Nordungarn, 48 Kilometer nordwestlich von Miskolc, ungefähr drei Kilometer von der Grenze zur Slowakei entfernt. Nachbargemeinden sind Aggtelek und Ragály.

## Sehenswürdigkeiten
- Reformierte Kirche, erbaut 1825 (Spätbarock), restauriert 1910

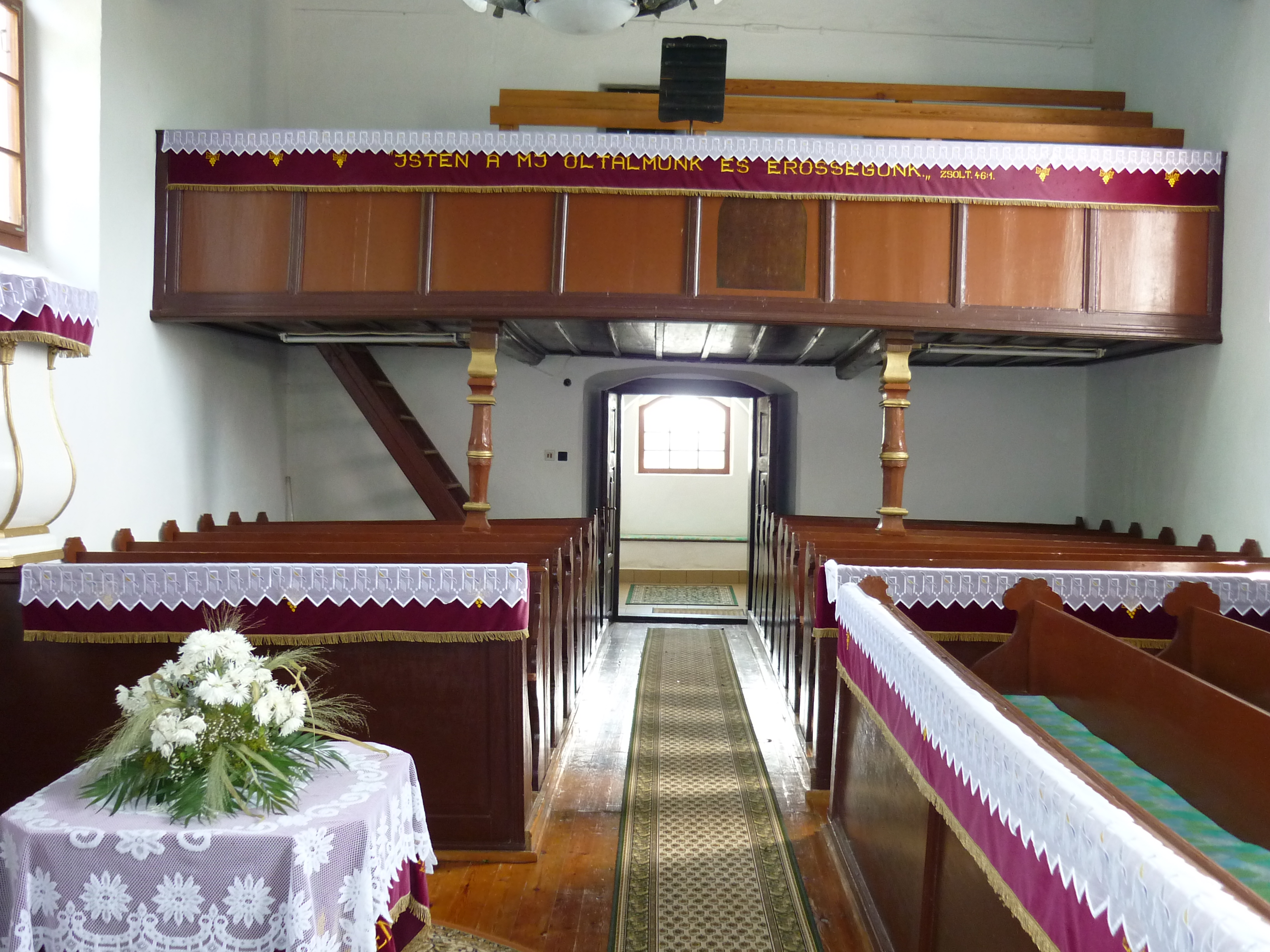
Innenraum der Reformierten Kirche

## Verkehr
Durch Trizs verläuft die Landstraße Nr. 2603. Die nächstgelegenen Bahnhöfe befinden sich in Bánréve, Putnok und Szendrő.